# HTC U12+
HTC U12+ — смартфон, флагман серии HTC U, представленный тайваньской компанией HTC 23 мая 2018 года. Девиз модели "Live on the Edge" отсылает к фирменной сенсорной рамке Edge Sense. В данной модели использовано второе поколение Edge Sense с функцией автоматического определения в какой руке, правой или левой, его держат.
В декабре 2018 года компания убрала модель со своей китайской площадки. Спустя несколько дней, президент тайваньского подразделения HTC Даррен Чен сообщил, что компания планирует сосредоточиться на выпуске смартфонов среднего класса.
HTC U12+ занял 17-е место в рейтинге "The 20 best smartphones in the world" портала Business Insider.

## Экран
Модель оснащена дисплеем Super LCD 6. Экран защищен стеклом Corning Gorilla Glass. Размер дисплея составляет 6.0 дюймов, соотношение сторон 18:9, разрешение 2880 x 1440 при плотности 537 ppi.
В смартфоне есть функция автоматической подстройки яркости в зависимости от освещения. Контрастность составляет 1447:1.
Под сильным солнечным светом экрану не хватает яркости даже при переключении цветового профиля в настройках.

## Камера
Основная камера представляет собой двойной модуль. Первый модуль широкоугольный, разрешение 12 Мп, диафрагма ƒ/1.75, размер пикселя 1.4 микрон. Второй модуль 16 Мп с диафрагмой ƒ/2.6, размер пикселя 1.0 микрон.
Камера оснащена двойной светодиодной вспышкой. Стабилизация изображения оптическая, так же есть оптическое увеличение 1.85x до 2x и цифровое увеличение до 10x. Модель оснащена лазерной автофокусировкой. Поддерживается распознавание лиц, есть режим боке, AR-стикер. В интерфейсе можно выбрать режим Pro с ручными настройками. Поддерживается съемка в RAW.
Основная камера снимает видео в разрешении 4K при 60 fps, есть оптическая и электронная стабилизация изображения. Поддерживается съемка в Slow motion в разрешении 1080p при 240 fps. Есть функция одновременной съемки видео и съемки фото, Hyperlapse и AR-стикер.
Фронтальная камера телефона состоит из двух модулей 8 Мп и 8 Мп. Размер пикселя 1.12 микрон, диафрагма ƒ/2.0, угол съемки 84°. Камера оснащена экранной вспышкой. Поддерживаются AR-стикер и режимы: боке, авто-селфи, селфи панорама, макияж в реальном времени, HDR Boost.
Фронтальная камера снимает видео в разрешении FHD 1080p, в режиме съемки так же AR-стикер.
По версии сайта DxoMark основная камера смартфона HTC U12+ была оценена в 103 балла и заняла восьмое место в рейтинге.

## Технические характеристики
- Материалы корпуса: алюминий, стекло
- Операционная система: Android 8.0 Oreo (HTC Sense)
- Сети: GSM, UMTS, LTE
- SIM: две nano-SIM (комбинированный слот)
- Экран: IPS 6", поддержка HDR 10, 2880х1440, 18:9
- Процессор: восьмиядерный Qualcomm Snapdragon 845; четыре ядра 2,8 ГГц, четыре ядра 1,8 ГГц
- Графика: Adreno 630
- Оперативная память: 6 ГБ
- Память для хранения данных: 64/128 ГБ
- Слот под карту памяти: слот для microSD, совмещённый со слотом для второй SIM-карты
- Основная камера: два модуля по 12 Мп и 16 Мп, вспышка, лазерный автофокус, OIS, EIS, эффект боке
- Фронтальная камера: два модуля по 8 Мп и 8 Мп
- Интерфейсы: WiFi 802.11 a/b/g/n/ac, Bluetooth 5.0, NFC
- Навигация: GPS, A-GPS, ГЛОНАСС, Galileo, BeiDou
- Дополнительно: датчик освещённости, датчик движения, компас, акселерометр, гироскоп, датчик отпечатка пальца, разблокировка по лицу
- Батарея: 3500 мАч, несъёмный
- Габариты: 156,6 х 73,9 х 8,7 мм
- Вес: 188 г

## Защита
Корпус телефона со всех сторон защищен от механических повреждений 2.5D-стеклом Corning Gorilla Glass, предположительно пятого поколения. Модель прошла сертификацию IP68, это значит, что аппарат не подвержен воздействию пыли, а так же его можно погружать на глубину более 1 метра на полчаса.
Модель успешно прошла пользовательские краш-тесты на нагрев и твердость дисплея, но не прошла тест на сгибание корпуса.

## Продажи
Продажи U12+ в России начались 23 мая 2018 года. Предзаказ на версию 64 Гб стоил 799 евро.
Модель представлена в трех цветах: "прозрачный синий", "керамический чёрный" и "пламенный красный". Так как компания сняла U12+ с производства в декабре 2018 года, в официальном российском магазине HTC доступна модель только в цвете "керамический чёрный".